# Остюм
Остюм (нід. Oostum) — селище в нідерландській провінції Гронінген. Входить до муніципалітету Вестерквартір.